# George Grant Blaisdell
George Grant Blaisdell (* 5. Juni 1895; † 3. Oktober 1978 in Bradford, Pennsylvania) war der Gründer der Firma Zippo, der dann auch das gleichnamige Feuerzeug entwickelte, herstellte und vertrieb.
Blaisdell kaufte 1932 die Rechte am österreichischen Feuerzeug „Hurricane“ und entwickelte in der Folge aus dieser Vorlage das „Zippo“. Bis auf geringfügige Änderungen ist das Zippo noch heute so erhältlich, wie es 1932 von Blaisdell entwickelt wurde.

## Kindheit und Jugend
George Grant Blaisdell wuchs in Bradford, Pennsylvania, auf. Sein Vater Philo Blaisdell besaß dort eine Fabrik für Bohrgeräte. Schon sehr früh erkannte der junge George, dass er seine Zeit nicht auf der Schulbank „vertrödeln“ und stattdessen lieber arbeiten und Geld verdienen wollte. Er verließ die Schule in der 5. Schulklasse und wurde von seinen Eltern erst einmal für zwei Jahre auf eine Militärschule geschickt.

## Arbeit in der Fabrik
Danach begann er als Lehrling in der Fabrik seines Vaters.
Die harte Arbeit gefiel ihm und er zeigte sich in technischen Angelegenheiten sehr begabt.
Nach der Lehrzeit in der Fabrikation wechselte er in die Verkaufsabteilung, und im Alter von 19 Jahren, mit Beginn des Ersten Weltkrieges, übernahm er die Geschäftsführung.

## Krise
Sechs Jahre später, 1920, verkaufte George die Firma und gründete zusammen mit seinem Bruder die „Blaisdell Oil Company“. Doch während der Großen Depression geriet sein Unternehmen, wie viele andere auch, in wirtschaftliche Schwierigkeiten und Blaisdell sah sich genötigt, sich nach einer anderen unternehmerischen Tätigkeit umzusehen.

## Die Idee
In einer Sommernacht 1932 traf Blaisdell im Bradford Country Club auf der Terrasse einen elegant gekleideten Herrn, mit dem er ins Gespräch kam. Während der Unterhaltung zündete sich dieser Herr eine Zigarette mit einem unansehnlichen und plumpen Feuerzeug an.
Blaisdell fragte: „Warum haben Sie nicht ein Feuerzeug, welches besser zu Ihrem Anzug passt?“. Die lapidare Antwort lautete: „Weil es funktioniert“.
Dies beeindruckte Blaisdell so, dass er sich mit Erfolg um die Vertriebsrechte des in Österreich produzierten Feuerzeugs bewarb. Er überzeugte den österreichischen Hersteller, die Hülle des sehr einfach konstruierten Feuerzeugs zu verchromen. Aber trotz dieser Maßnahme verliefen die Verkäufe enttäuschend und Blaisdell gab die Vertriebsrechte wieder zurück.
Nun begann G. G. Blaisdell allerdings sein eigenes Feuerzeug zu entwickeln. Hierbei kamen ihm seine mechanischen Fertigkeiten, die er während seiner Lehrzeit bei seinem Vater erworben hatte, sehr gelegen.
Blaisdell mietete für sein Vorhaben eine Werkstatt in der zweiten Etage von Rickerson & Pryde in der Boylston Street an. Die monatliche Miete betrug 10 Dollar, insgesamt musste er 800 Dollar für diesen Neubeginn investieren.
G. G. Blaisdell wollte ein Feuerzeug bauen, das mit einer Hand zu bedienen war. Er baute einen zweiteiligen, rechteckigen Behälter. Die beiden Teile verband er mit einem dreiteiligen Scharnier, welches er außen anbrachte. Die Form dieses „Phantom-Modells“ war kantig, der Boden flach und etwa sechs Millimeter höher gebaut als die nachfolgenden Modelle ab dem Jahre 1933.
Blaisdell konstruierte einen neuen Windschutz nach der Vorlage des österreichischen Modells, dessen Patente er sich gesichert hatte.
Kurz bevor Blaisdell sein Modell entwarf, brachte die Talon Company einen Reißverschluss unter dem Namen „Zipper“ auf den Markt. Blaisdell gefiel dieser Name so gut, dass er zukünftig sein Produkt „Zippo“ nannte.
Für seine ersten Zippos verlangte Blaisdell 1,95 Dollar, jedoch hatte er sich, wirtschaftlich gesehen, einen sehr ungünstigen Zeitpunkt, inmitten der „Great Depression“, ausgesucht. Im ersten Monat fand er 82 Kunden, und im zweiten Monat stellte er immerhin schon 367 Zippos her. Am 17. Mai 1934 reichte Blaisdell sein erstes Patent im United States Patent Office ein (Serial No. 726,022), welches am 3. März 1936 bewilligt wurde. Die Patentnummer lautet 2032695 und wurde ab Ende 1936 mit auf den Boden gepresst. Bis zu diesem Zeitpunkt stand auf dem Boden lediglich: PAT. PENDING.

## Lebenslange Garantie
Blaisdell hatte ein solches Vertrauen in sein Produkt, dass diese „Lifetime Guarantee“ in den USA auch heute noch Gültigkeit hat. Aufgrund rechtlicher Beschränkungen gilt diese Garantie in Deutschland nur 30 Jahre.